# Маја Николић (водитељка)
Маја Николић (рођ. Јапунџа; Сарајево, 14. мај 1974) српска је новинарка и телевизијска водитељка.

## Биографија
Маја Јапунџа рођена је 14. маја 1974. године у Сарајеву. Са 18 година се преселила у Београд где је започела водитељску каријеру. Од малих ногу се, као балерина, појављивала у дечијој емисији Недељни забавник. Завршила је Прву гимназију у Сарајеву и Вишу туристичку школу у Београду.
На БК телевизији је прошла аудицију након које је водила емисије: Гутенберг, Портрет, Телефакт, Наслови, Разоткривање, Јапи и Будилник. Похађала је школу новинарства и дикције коју је ова телевизија организовала за своје запослене. Након тога је прешла на РТС 1 где је водила емисију Узводно. Највећу популарност је стекла у емисији Јутарњи програм РТС-а. Постала је једно од омиљених ТВ лица и освојила је бројне награде, како од струке, тако и од гледалаца. Крајем 2012. године јој је часопис Космополитен доделио награду „Икона лепоте“. Године 2008. је била водитељка такмичења Европско лице које се одржало уочи Евровизије у Београду, а 2013. године је сама водила такмичење Беосонг. Године 2014. је напустила Јутарњи програм, али је остала на истој телевизији. Са колегиницом и кумом, Наташом Миљковић, и водитељем Славком Белеслином је водила информативно-забавну емисију Студио 3 која је у септембру 2015. године званично укинута. Године 2016. прешла на Прву телевизију где је водила дневни програм 150 минута. Године 2019. прелази на телевизију Нова, где води емисију Међу нама, првобитно са колегиницом Наташом Миљковић, касније сама. Пет година касније, прелази на Блиц ТВ где са колегом Данилом Машојевићем води емисију Јутро на Блиц.